# اگوا بللانکا، جوتیاپا

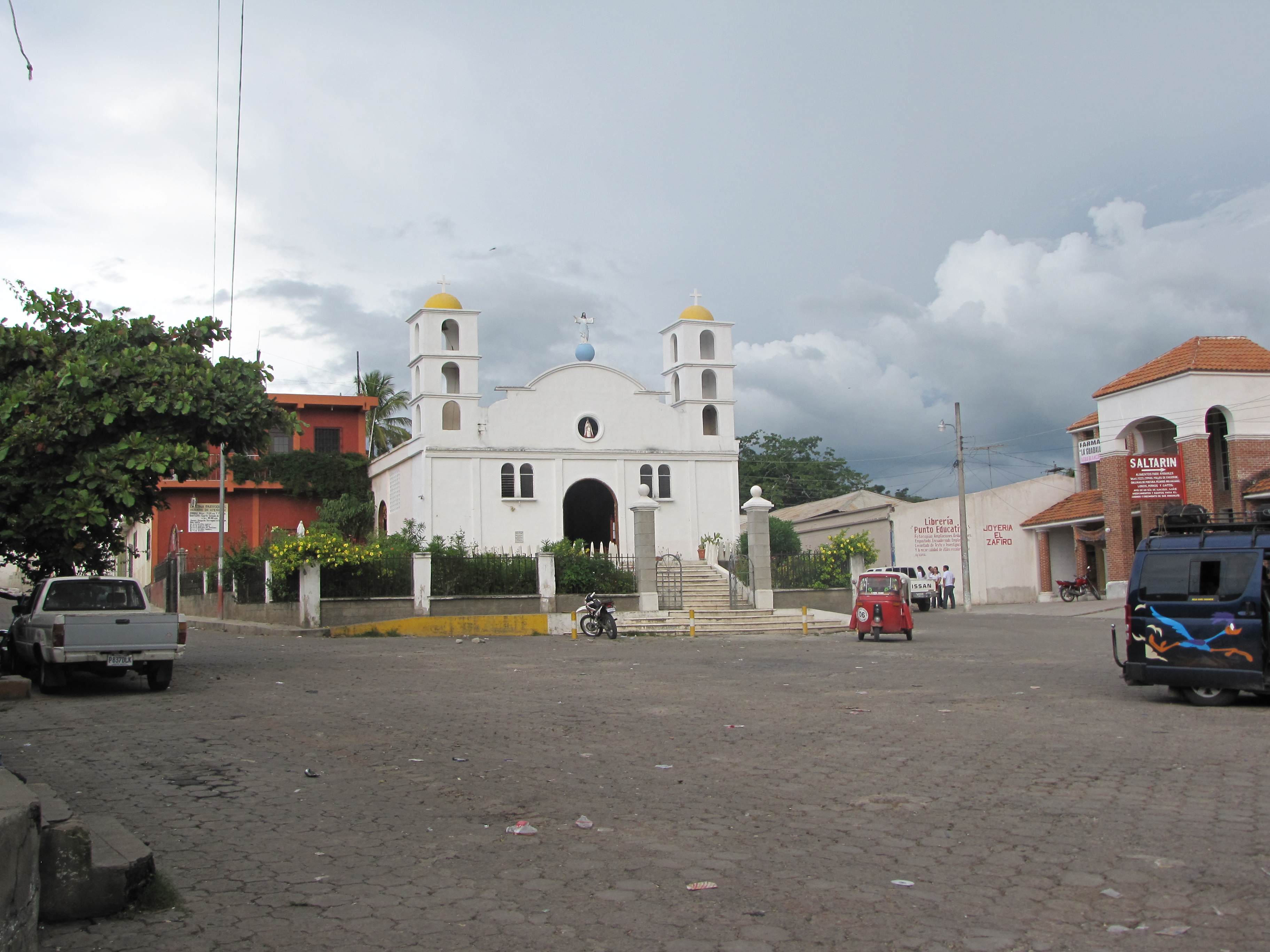
اگوا بللانکا، جوتیاپا

اگوا بللانکا، جوتیاپا (به اسپانیایی: Agua Blanca, Jutiapa) یک منطقهٔ مسکونی در گواتمالا است که در Jutiapa Department واقع شده‌است.